# Авангард (Архангельская область)
Авангард — опустевший поселок в Плесецком районе Архангельской области.

## География
Находится в северо-западной части Архангельской области на расстоянии приблизительно 117 км на север по прямой от административного центра района поселка Плесецк к востоку от железнодорожной линии Москва-Архангельск.

## История
Населенный пункт был известен с 1939 года как поселок одноименного колхоза. До 2016 года входил в Холмогорское сельское поселение, с 2016 по 2021 год в Самодедское сельское поселение до его упразднения.

## Население
Численность населения не была учтена как
в 2002 году, так и в 2010.